# Formica biophilica
Formica biophilica (лат.) — вид муравьёв рода Formica из подсемейства формицины (Formicinae).

## Распространение и экология
Встречаются в США (восточные штаты).
Обнаруживаются в разнообразных экологических условиях от открытых участков до влажных средах обитания, включая газоны, поля, прерии, топи, болота и открытые леса, от Каролины до Миссури, от юга Флориды и центрального Техаса. На севере его появление более спорадическое в регионах, ранее покрытых оледенением, где Formica biophilica смещается в более сухие (а значит, более тёплые) лёссовые и песчаные пастбища. Он достигает центрального Иллинойса в области прерий и юго-востока Нью-Йорка вдоль Восточного побережья. Ареал обитания совпадает с ареалом Formica incerta в не покрытых льдом прериях и восточных лугах, а также с Formica dolosa в южных сосновых лесах и саванне. F. biophilica, по-видимому, отсутствует в наиболее сильно ксерических и бесплодных местах, занятых F. dolosa. В Ozarks и других южных холмах F. biophilica встречается в грунтовых водоемах, болотах, топях и равнинных лесах. Это единственная южная форма Formica, встречающаяся в этих заболоченных местообитаниях, где в периоды высокого уровня грунтовых вод она гнездится на возвышенных кочках органического вещества, образованного травой или осокой. F. biophilica менее распространён в среде обитания человека, чем Formica pallidefulva, но иногда появляется на лужайках, в парках и университетских городках, особенно в тех частях юга, где огненные муравьи менее многочисленны.

## Описание
Муравьи красновато-жёлтого цвета, блестящие. Длина 5-10 мм. От близких видов отличается следующими признаками: прямые щетинки первого тергита брюшка длинные и изогнутые, самые длинные макрохеты 0,20—0,30 мм; окраска ярко-красновато-желтая или с брюшком лишь немного темнее (брюшко этого вида иногда окрашивается в чёрный цвет у некоторых экземпляров); мезосомные дорсальные покровы немного более блестящие или довольно гладкие, за исключением самых крупных рабочих; габаритные размеры в среднем больше (длина головы 1,37-1,82, ширина головы 1,05-1,56); голова более узкая у мелких экземпляров и скапус длиннее у меньших экземпляров (более крупные рабочие, как правило, имеют более широкие головы и более короткие скапусы); матка без тёмных пятен на мезоскутуме.

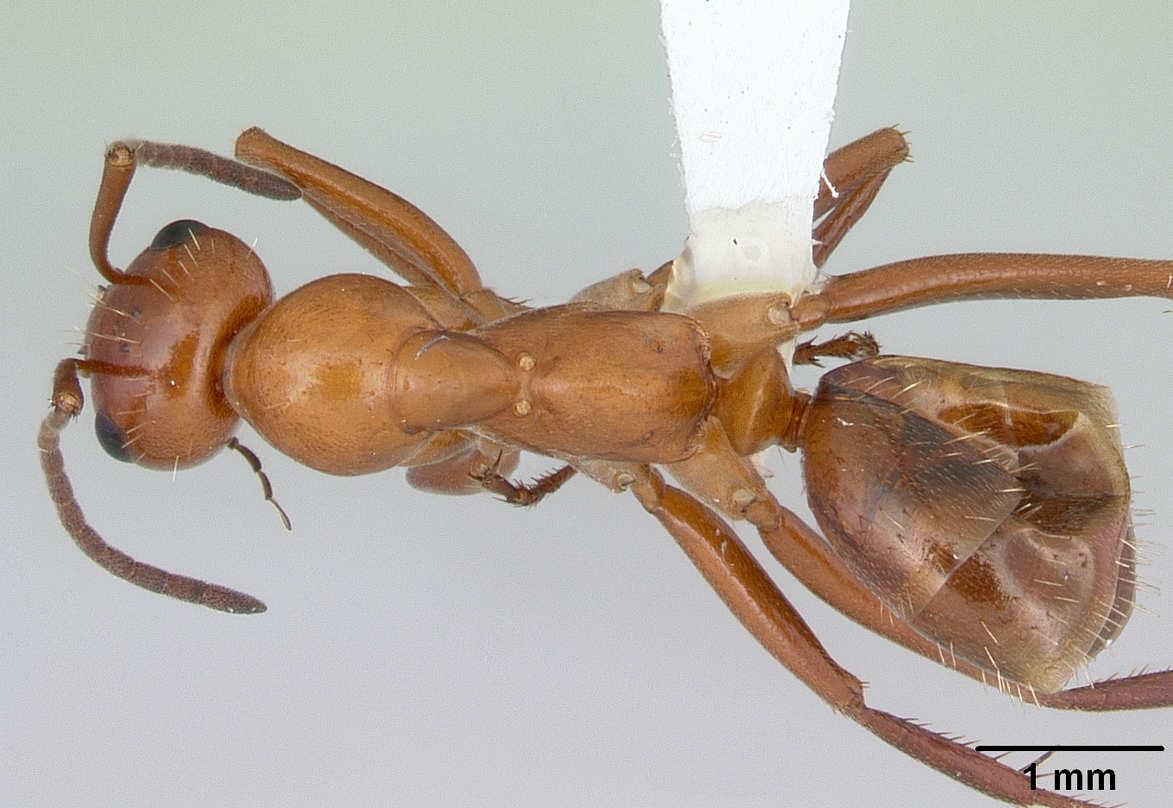
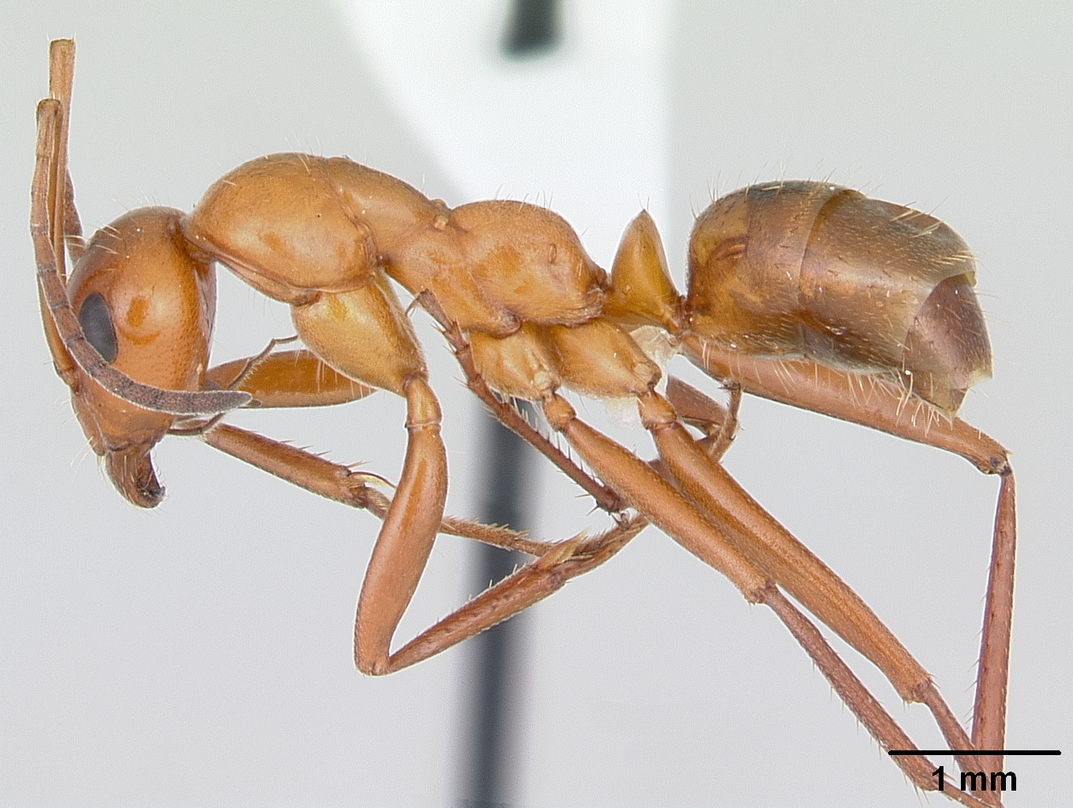

## Биология
Гнезда F. biophilica имеют простые незаметные отверстия в заболоченных местах, лугах или, реже, в открытых лесах. Вход обычно скрыт среди травы или осок. Весной колонии F. biophilica могут образовывать гнездовую насыпь диаметром 10-25 см из почвы и фрагментов растений, которые высыхают в жаркую и сухую летнюю погоду. На болотах и влажных лугах, когда земля у основания постоянно или сезонно насыщена, F. biophilica гнездится в верхних частях злаковых кочек. Одна колония под корой в восточном Миссури содержала четыре личинки мирмекофильных жуков-стафилинидов, вероятно, Xenodusa cava LeConte.
Этот вид был обнаружен как хозяин рабовладельца Polyergus lucidus s. l. в Вашингтоне, округ Колумбия, северной Джорджии и восточно-центральной части штата Миссури. Разновидность этого рабовладельца, паразитирующего на F. biophilica, имеет более длинные скапусы, несколько менее блестящие и немного более опушенные, чем типичный P. lucidus lucidus Mayr, паразитирующий на F. incerta. Вид F. biophilica встречается среди многих хозяев Formica pergandei в прериях Миссури, но наблюдалась только в сочетании с другими видами хозяев. На одном участке гнездо F. pergandei содержало смесь из шести видов рабов, включая (в порядке уменьшения относительной численности) F. pallidefulva, F. subsericea, F. biophilica, F. dolosa, F. incerta и F. obscuriventris, и это была безусловно самая богатая видами естественная рабовладельческая колония муравьев за всю историю наблюдений.

## Классификация и этимология
Включены в видовую группу Formica pallidefulva group. Название «biophilica» дано как отсылка к популярной вдохновляющей формулировке Эдварда Уилсона «biophilia» (и одноимённой его книге), означающей любовь к другим видам как часть человеческой природы. Образцы из Алабамы, родного штата доктора Уилсона, были выбраны в качестве типовой серии в знак признания его вклада в мирмекологию, охрану природы и поведенческую биологию.